# Neuseeländische Straßen-Radmeisterschaften 2012

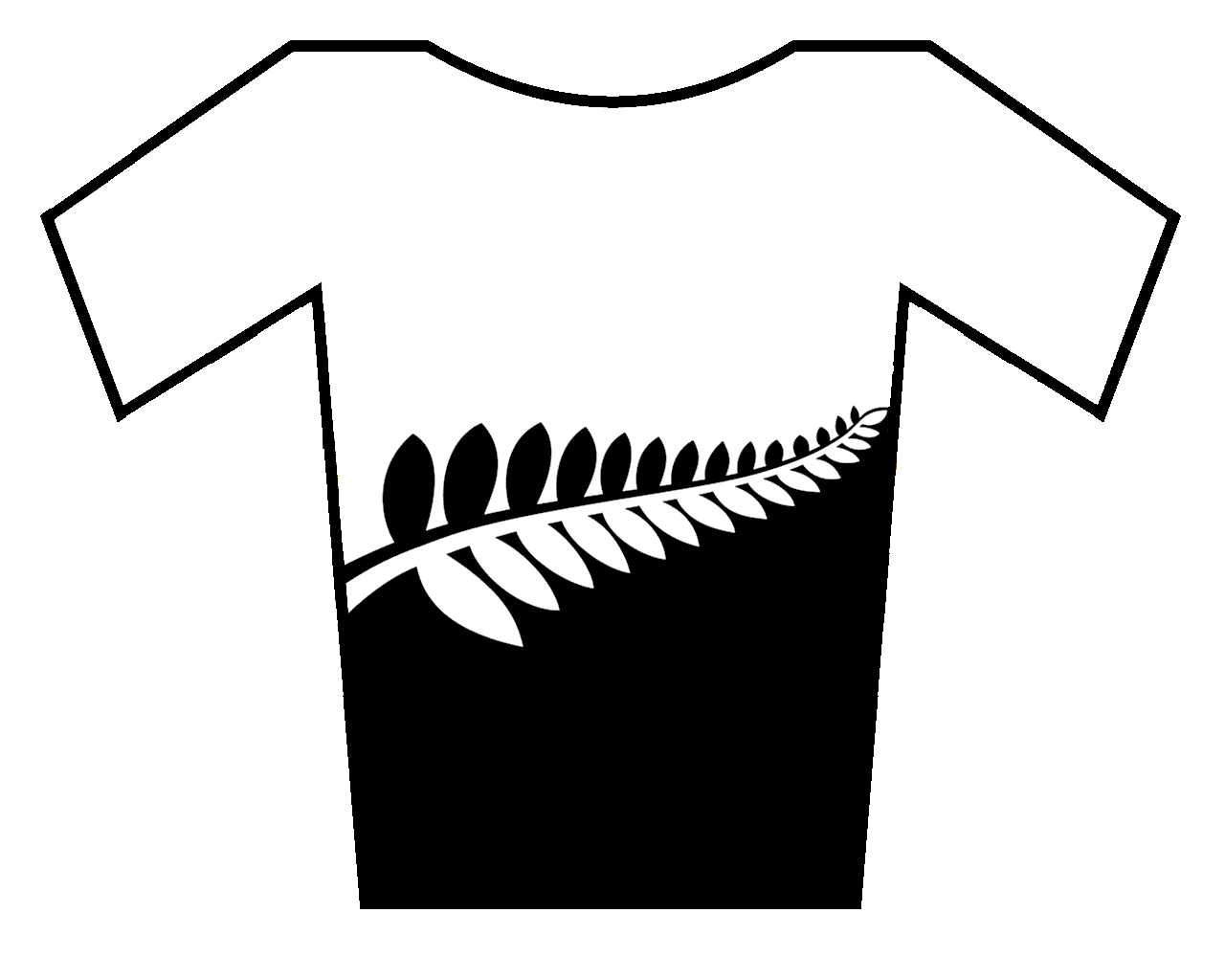
Das neuseeländische Meistertrikot

Die Neuseeländischen Straßen-Radmeisterschaften 2012 (offiziell: 2012 RaboDirect Elite Cycling Nationals) fanden vom 6. bis zum 8. Januar in Christchurch statt. Ausgetragen wurden jeweils die Einzelzeitfahren und Straßenrennen der Frauen, Männer und der Klasse Männer U-23, wobei die Klassen Männer Elite und U-23 in einem gemeinsamen Straßenrennen starteten. Am 6. Januar fanden die Zeitfahren statt, das Straßenrennen der Frauen wurde einen Tag später ausgefahren. Die Meisterschaften endeten am 8. Januar mit den Straßenrennen der Männer. Die jeweiligen Meister erhielten das Recht, bis zu den nächsten Meisterschaften in Rennen in ihrer jeweiligen Disziplin ein Trikot in den neuseeländischen Landesfarben zu tragen.

## Zeitfahren
Die Zeitfahren wurden auf einer flachen Strecke mit Start und Ziel an der Lincoln University ausgefahren.

### Frauen Elite
Die beiden Erstplatzierten erhielten drei beziehungsweise zwei Punkte für die UCI-Weltrangliste.
| Platz | Athletin          | Zeit      |
| ----- | ----------------- | --------- |
| 1     | Lauren Ellis      | 35:21 min |
| 2     | Jaime Nielsen     | 35:48 min |
| 3     | Alison Shanks     | 35:50 min |
| 4     | Josephine Giddens | 36:20 min |
| 5     | Kylie Young       | 37:09 min |
| 6     | Laura Thompson    | 37:32 min |
| 7     | Melanie Burke     | 37:43 min |
| 8     | Janine Copp       | 37:52 min |
| 9     | Georgia Williams  | 37:58 min |
| 10    | Rachel Doody      | 38:34 min |

Länge: 25 km

Start: Freitag, 6. Januar, 10 Uhr

Strecke: Christchurch, Zeitfahrstrecke Lincoln University
Es kamen 10 von 11 Athletinnen ins Ziel.

### U-23 Männer
| Platz | Athlet          | Zeit      |
| ----- | --------------- | --------- |
| 1     | Michael Vink    | 49:48 min |
| 2     | Jason Christie  | 50:30 min |
| 3     | Fraser Gough    | 50:39 min |
| 4     | Taylor Gunman   | 51:45 min |
| 5     | Josh Atkins     | 51:46 min |
| 6     | James Oram      | 51:59 min |
| 7     | Scott Thomas    | 53:46 min |
| 8     | Alex McGregor   | 53:48 min |
| 9     | Scott Creighton | 54:24 min |
| 10    | Sam Lindsay     | 54:35 min |

Länge: 40 km

Start: Freitag, 6. Januar, 10:48 Uhr

Strecke: Christchurch, Zeitfahrstrecke Lincoln University
Es kamen 16 von 17 Athleten ins Ziel.

### Männer Elite
Die ersten drei Fahrer erhielten acht, fünf und zwei Punkte für die Rangliste der UCI Oceania Tour 2012. Der Drittplatzierte Jesse Sergent durfte als Fahrer eines ProTeams jedoch keine Punkte erhalten.
| Platz | Athlet            | Zeit      |
| ----- | ----------------- | --------- |
| 1     | Paul Odlin        | 49:35 min |
| 2     | Samuel Horgan     | 49:55 min |
| 3     | Jesse Sergent     | 50:03 min |
| 4     | Jeremy Vennell    | 50:05 min |
| 5     | Daniel Barry      | 52:17 min |
| 6     | Andrew Hagan      | 53:15 min |
| 7     | Chris Macic       | 53:15 min |
| 8     | Ryan Wills        | 53:39 min |
| 9     | Tom Francis       | 54:19 min |
| 10    | Scotty Cunningham | 54:22 min |

Länge: 40 km

Start: Freitag, 6. Januar, 11:28 Uhr

Strecke: Christchurch, Zeitfahrstrecke Lincoln University
Es kamen 10 von 10 Athleten ins Ziel.

## Straßenrennen
Die Straßenrennen wurden auf einem 15,6 Kilometer langen Rundkurs mit Start und Ziel am Pioneer Stadium ausgetragen, der den Anstieg zum Cashmere Hill (1,47 Kilometer mit durchschnittlich 7,5 % Steigung) beinhaltete. Die jeweils erste Runde der Rennen wurde allerdings ohne diesen Hügel ausgefahren und war deshalb nur 12,7 Kilometer lang.

### Frauen Elite
Die vier Erstplatzierten erhielten Punkte (10,7,5,3) für die UCI-Weltrangliste.
| Platz | Athletin          | Zeit         |
| ----- | ----------------- | ------------ |
| 1     | Nicky Samuels     | 3:33:54 h    |
| 2     | Courteney Lowe    | + 1:02 min   |
| 3     | Kate McIlroy      | + 1:04 min   |
| 4     | Reta Trotman      | + 2:01 min   |
| 5     | Emma Crum         | + 2:59 min   |
| 6     | Josephine Giddens | gleiche Zeit |
| 7     | Kate Chilcott     | gleiche Zeit |
| 8     | Serena Sheridan   | gleiche Zeit |
| 9     | Haley Mercer      | gleiche Zeit |
| 10    | Karen Fulton      | + 5:16 min   |

Länge: 123 km (8 Runden)

Start: Samstag, 7. Januar, 12:00 Uhr

Strecke: Christchurch, Rundkurs Straßenrennen (Pioneer Stadium)
Es kamen 16 von 29 Athletinnen ins Ziel.

### Männer Elite und U-23
Die ersten acht Fahrer erhielten Punkte (40, 30, 16, 12, 10, 8, 6, 3) für die Rangliste der UCI Oceania Tour 2012. Der Siebtplatzierte Jack Bauer durfte als Fahrer eines ProTeams jedoch keine Punkte erhalten.
| Platz | Athlet           | Zeit         |
| ----- | ---------------- | ------------ |
| 1     | Michael Vink     | 4:38:09 h    |
| 2     | James Williamson | + 0:06 min   |
| 3     | Patrick Bevin    | gleiche Zeit |
| 4     | Josh Atkins      | + 0:22 min   |
| 5     | Jeremy Yates     | + 1:49 min   |
| 6     | Jeremy Vennell   | + 2:04 min   |
| 7     | Jack Bauer       | + 2:57 min   |
| 8     | Scott Lyttle     | + 4:47 min   |
| 9     | Michael Northey  | + 7:31 min   |
| 10    | Alexander Ray    | gleiche Zeit |

Länge: 182 km (12 Runden)

Start: Sonntag, 8. Januar, 10:00 Uhr

Strecke: Christchurch, Rundkurs Straßenrennen (Pioneer Stadium)
Es kamen 13 von 70 Athleten ins Ziel.